# Ахтар, Шамшад
Шамшад Ахтар (англ. Shamshad Akhtar; род. 1954) — экономист, дипломат, в 2018 году временно занимала пост министра финансов Пакистана. С 2006 по 2009 год возглавляла Государственный банк Пакистана, став таким образом первой женщиной в стране, работающей на этой должности. В 2011 году стала старшим советником генерального секретаря ООН Пан Ги Муна.

## Образование
Шамшад Ахтар родилась в городе Пакистана Хайдарабад. В 1974 году Ахтар получила степень бакалавра в Университете Пенджаба, а в 1975 году по направлению экономика окончила Университет Каид-и Азама. В 1977 году Шамшад получила магистерскую степень в Англии в Сассекском университете. В 1980 году Ахтар получила степень доктора экономических наук в университете Пэйсли в Западной Шотландии.  

## Карьера
В 1980 году Ахтар начала работать в постоянном представительстве Всемирного банка в Пакистане в качестве специалиста по стране. В 1990 году она переехала в Манилу, где получила работу старшего экономиста Азиатского банка развития. А в июне 2002 года Ахтар была повышена до должности генерального директора банка.
В 2005 году Шамшад Ахтар вернулась в Пакистан, чтобы занять должность управляющего Государственным банком Пакистана. Ахтар была главой главного банка страны до 2009 года. 11 ноября 2008 года The Wall Street Journal добавил Ахтар в список топ-десяти женщин-лидеров в Азии. 
В 2009 году она снова вернулась в Азиатский банк развития в качестве старшего советника Харухико Куроды, который занимал на тот момент пост президента банка. Затем Ахтар переехала в Вашингтон и заняла в Мировом банке пост вице-президента по Ближнему Востоку и Северной Африке. В сентябре 2011 года Шамшад Ахтар стала старшим советником генерального секретаря ООН по экономическому развитию и финансам.
В декабре 2013 года Шамшад Ахтар была назначена исполнительным секретарем Экономической и социальной комиссии для Азии и Тихого океана.

## Награды
- Юбилейная медаль «25 лет Нейтралитета Туркменистана» (2020, Туркменистан) — учитывая заслуги в укреплении независимости, суверенитета и правового статуса постоянного нейтралитета Туркменистана, упрочении авторитета Отчизны на мировой арене и развитии международных отношений, а также по случаю 25-й годовщины нейтралитета Туркменистана.